# 6395 Hilliard
6395 Hilliard eller 1990 UE1 är en asteroid i huvudbältet som upptäcktes den 21 oktober 1990 av de japanska astronomerna Yoshio Kushida och Osamu Muramatsu vid Yatsugatake-Kobuchizawa-observatoriet. Den är uppkallad efter Elizabeth och Leslie Hilliard.
Asteroiden har en diameter på ungefär 4 kilometer och den tillhör asteroidgruppen Nysa.